# Le Lude
Ne doit pas être confondu avec Ludes.
Le Lude est une commune nouvelle française située dans le département de la Sarthe en région Pays de la Loire, peuplée de 4 016 habitants.
Créée le 1er janvier 2018, elle est issue du regroupement de deux communes, Le Lude et Dissé-sous-le-Lude, qui sont devenues « communes déléguées ». Son chef-lieu est fixé au Lude,.
La commune fait partie de la province historique de l'Anjou, et se situe dans le Baugeois.

## Géographie

### Localisation
Le Lude est à 20 km au sud-est de La Flèche et à 22 km au sud-ouest de Montval-sur-Loir. Elle est limitrophe des communes de Luché-Pringé, Coulongé, Aubigné-Racan, Thorée-les-Pins, La-Chapelle-aux-Choux, Savigné-sous-le-Lude et Noyant-Villages.

### Communes limitrophes
| Luché-Pringé         |                                  | Coulongé, Aubigné-Racan |
| Thorée-les-Pins      | Lude                             | La Chapelle-aux-Choux   |
| Savigné-sous-le-Lude | Noyant-Villages (Maine-et-Loire) |                         |

### Climat
Pour des articles plus généraux, voir Climat des Pays de la Loire et Climat de la Sarthe.
En 2010, le climat de la commune est de type climat océanique dégradé des plaines du Centre et du Nord, selon une étude du CNRS s'appuyant sur une série de données couvrant la période 1971-2000. En 2020, Météo-France publie une typologie des climats de la France métropolitaine dans laquelle la commune est exposée à un climat océanique et est dans la région climatique Moyenne vallée de la Loire, caractérisée par une bonne insolation (1 850 h/an) et un été peu pluvieux.
Pour la période 1971-2000, la température annuelle moyenne est de 11,4 °C, avec une amplitude thermique annuelle de 14,5 °C. Le cumul annuel moyen de précipitations est de 671 mm, avec 11,2 jours de précipitations en janvier et 6,7 jours en juillet. Pour la période 1991-2020, la température moyenne annuelle observée sur la station météorologique de Météo-France la plus proche, sur la commune de Luché-Pringé à 9 km à vol d'oiseau, est de 12,4 °C et le cumul annuel moyen de précipitations est de 658,2 mm,. Pour l'avenir, les paramètres climatiques de la commune estimés pour 2050 selon différents scénarios d'émission de gaz à effet de serre sont consultables sur un site dédié publié par Météo-France en novembre 2022.

## Urbanisme

### Typologie
Au 1er janvier 2024, Le Lude est catégorisée bourg rural, selon la nouvelle grille communale de densité à sept niveaux définie par l'Insee en 2022.
Elle appartient à l'unité urbaine de Le Lude, une unité urbaine monocommunale constituant une ville isolée,. Par ailleurs la commune fait partie de l'aire d'attraction du Lude, dont elle est la commune-centre,. Cette aire, qui regroupe 3 communes, est catégorisée dans les aires de moins de 50 000 habitants,.

## Toponymie
Le nom « Lude » proviendrait du latin lucius, « clair », « brillant », ce qui signifierait que le village ait été implanté dans une clairière, un espace défriché en forêt,. L'endroit est nommé Lusedus dans une charte de Geoffroy Grisegonelle, comte d'Anjou, en 976,. Lors du partage de l'an X, le tracé décidé pour le canton du Lude peut s'avérer inattendu aujourd'hui, en effet, il associe un morceau du Maine (Luché-Pringé) à une partie Nord-Anjou (La-Bruère-sur-Loir et Chenu) et vers Château-du-Loir.

## Histoire
Il convient de se reporter aux articles consacrés aux anciennes communes fusionnées.

## Politique et administration

### Composition
La commune nouvelle est formée par la réunion de 2 anciennes communes : 
| Nom                | Code Insee | Intercommunalité      | Superficie (km2) | Population (dernière pop. légale) | Densité (hab./km2) |
| ------------------ | ---------- | --------------------- | ---------------- | --------------------------------- | ------------------ |
| Le Lude (siège)    | 72176      | CC du Bassin Ludois   | 45,99            | 3 533 (2022)                      | 77                 |
| Dissé-sous-le-Lude | 72117      | CC du Pays de Conches | 22,37            | 483 (2022)                        | 22                 |

### Liste des maires
| Période      | Période                       | Identité          | Étiquette | Qualité |
| ------------ | ----------------------------- | ----------------- | --------- | --- |
| janvier 2018 | En cours (au 20 octobre 2021) | Béatrice Latouche | DVD       | Vice-présidente de région Pays de la Loire, vice-présidente de la communauté de communes Sud-Sarthe, présidente du Pays Vallée du Loir Réélue pour le mandat 2020-2026 |

## Population et société
À compter du 1er janvier 2018, la commune nouvelle du Lude est créée en lieu et place des communes du Lude et de Dissé-sous-le-Lude. La population municipale légale de la commune nouvelle en vigueur au 1er janvier de chaque année depuis 2015, définie dans les limites territoriales en vigueur depuis le 1er janvier 2018, est définie dans le tableau suivant.
| 2015  | 2020  | 2022  |
| ----- | ----- | ----- |
| 4 428 | 4 100 | 4 016 |

## Économie
Il convient de se reporter aux articles consacrés aux anciennes communes fusionnées.

## Culture locale et patrimoine

### Lieux et monuments
Le château du Lude fait partie du patrimoine de la commune.
Situé parmi les châteaux de la Loire les plus au nord, le site est occupé dès le Moyen Âge et devient un point stratégique aux confins du Maine, de l'Anjou et de la Touraine. Occupé par les Anglais pendant la guerre de Cent Ans, le château devient la propriété de Jean Daillon, chambellan du roi Louis XI, en 1457. Pendant deux siècles, les Daillon œuvrent à l'embellissement du château, et transforment l'ancienne forteresse médiévale en logis de plaisance. Réaménagé à la fin du XVIIIe siècle par la marquise de la Vieuville, puis un siècle plus tard par le marquis de Talhouët, le château du Lude témoigne de quatre siècles d'architecture française. Depuis 2018, des bénévoles de l'association Chantiers Histoire et Architecture Médiévales participent à la restauration de la jumenterie du château.

### Personnalités liées à la commune
Il convient de se reporter aux articles consacrés aux anciennes communes fusionnées.

### Héraldique
| Blason de Le Lude | Blason  | D'azur à la croix engrêlée d'argent. |
| Blason de Le Lude | Détails |                                      |